# 認可

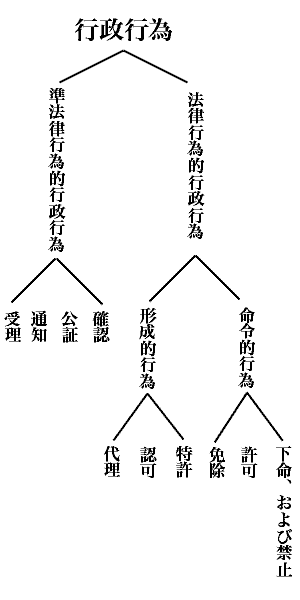
伝統的通説による分類

認可（にんか）とは、行政法学においては行政行為のうち私人の契約、合同行為を補充して法律行為の効力要件とするものをいう（補充行為）。

## 概説
法令が行政庁による是認によって当事者相互の法律行為を有効としているとき、行政法学上はこれを認可制と呼ぶ。そしてその行政庁が法律上の効力を完成させる行為を認可と称する。
認可を受けないでした法律行為は無効となり、近代法における私的自治ないし契約自由の原則の例外となっている。また、認可を受けてした行為であっても、私法上無効な行為は無効であり、取消しうべき行為は取消可能である。
認可の申請があった場合、行政は、当事者が必要とする要件を満たしていると認めれば認可を行う。（行政法上の）特許とは異なり、行政が意図的に認可を行わないことが認められていない。
講学上は「認可」に分類されるものでも、下記に示すとおり法律上の文言としては「許可」などの文言が混用されている。

## 認可の例
- 農地または採草放牧地の所有権移転の許可（農地法3条）
- 河川占用権の譲渡の承認
- 一般ガス事業者への供給約款の認可（ガス事業法17条）
- 運賃の認可（道路運送法6条）
- 建設業許可
- 日本郵政株式会社の総務大臣による役員認可（日本郵政株式会社法第9条）
- 医薬品及び医薬部外品の製造販売承認（医薬品医療機器等法第14条）

## 認可法人
設立に認可主義を取り、主務大臣の認可が必要な法人。
- 社会福祉法人（社会福祉法）
- 学校法人（私立学校法）

## 事前協議
事前協議（じぜんきょうぎ）とは、ある許認可をともなう事業を行うに当たり、当該政庁が許認可の判断を行う前に事業の計画を事前に審議審査し、必要に応じて是正を求め、許認可に適合するよう協議すること。開発行為の許可（都市計画法）や廃棄物処理施設の設置許可（廃棄物処理法）などにおいて導入されているケースが多く、その手続きは地方自治体の条例や要綱で定められている。